# لي رادزيويل
كارولين لي رادزيويل (بالإنجليزية: Caroline Lee Radziwill)‏ (لقبها قبل الزواج 'بوفير' ، كانفيلد وروس سابقًا؛ 3 مارس 1933 - 15 فبراير 2019)، والمعروفة عادة باسم الأميرة لي رادزيويل، شخصية بارزة أمريكية، ومديرة علاقات عامة، ومصممة ديكور داخلي. هي الشقيقة الصغرى للسيدة الأولى جاكلين بوفيير كينيدي والأخت غير الشقيقة للرئيس جون ف. كينيدي. تزوجت رادزيويل ثلاث مرات، وانتهى زواجها من الزوج الثالث هربرت روس بالطلاق قبل وفاته بفترة وجيزة في عام 2001.

## نشأتها وأصلها
وُلدت كارولين لي بوفييه في مستشفى الأطباء في مدينة نيويورك لسمسار الأوراق المالية جون فيرنو بوفييه الثالث وزوجته البارزة جانيت نورتون لي. التحقت بمدرسة بوتوماك في واشنطن العاصمة، مدرسة ميس بورتر في فارمنجتون، كونيتيكت، وواصلت الدراسات الجامعية في كلية سارا لورانس. ابتداءً من ميلادها، ومنذ سنواتها الأولى، كانت معروفة باسمها الأوسط «لي» بدلاً من كارولين.

## السيرة المهنية والشهرة
في ستينيات القرن العشرين، حاولت رادزيويل أن تشق طريقها كممثلة. كانت محاولة التمثيل الخاصة بها غير ناجحة، إذا حظيت بتغطية إعلامية. ظهرت في بطولة فيلم «قصة فيلاديلفيا» The Philadelphia Story)) عام 1967 لاعبة دور الـ «مين لاين» المدلل تريسي لورد. عُرِضت المسرحية على مسرح إيفانهو في شيكاغو، وكان أداء رادزيويل واسع الانتشار. بعد عام، ظهرت في فيلم تلفزيوني لفيلم  «لورا» عام 1944، والذي لم يحظ باستقبالٍ جيد.
صُمِّم قصرها ومنزلها الريفي المملوك من قبلها في لندن «تورفيل غرانج» (والذي تشاركتْه مع زوجها الثاني) على يد المصمم المسرحي الإيطالي لورينزو مونجياردينو؛ أعجبهما كثيرًا وصوّراهما سيسيل بيتون وهورست بي هورست فيه بشكل متكرر. عملت لفترة وجيزة كمصممة ديكور داخلي بأسلوب تأثر بترابطها مع مونجياردينو. كان زبائنها من الأثرياء. زينت ذات مرة منزلاً «لأشخاصٍ لن يتواجدوا فيه أكثر من ثلاثة أيام في السنة».  كانت ترافق المشاهير كثيرًا، بما في ذلك سفرها مع رولينج ستونز خلال جولتهم عام 1972 في أمريكا الشمالية، والتي حضرت إلى جانب الكاتب ترومان كابوت.
وُضِع اسم رادزيويل في قاعة المشاهير الأكثر قيافة التابعة لـ «فانتي فير» في عام 1996. ظهرت شقّتاها في باريس ومانهاتن في عدد أبريل / نيسان 2009 من مجلة «ايل ديكور» Elle Décor)). قابلتها المخرجة صوفيا كوبولا في فبراير 2013 حول حياتها كجزء من قصة غلاف رادزيويل لصالح مجلة «تي T» المختصة بالأناقة والتابعة لمؤسسة نيويورك تايمز وكذلك حول فيلم (كوبولا) الذي كان بعنوان «حلقة بلينج» وفقدان الخصوصية. أُدرجَت كواحدة من أفضل 50 شخصًا قيافة من الذين تجاوز عمرهم 50 عامًا من قبل (ذا غارديان) في مارس 2013.

## وثائقي الحدائق الرمادية
في عام 1972، استأجرت رادزيويل المخرجين الوثائقيين ألبرت وديفيد مايسلز للعمل على فيلم عن عائلة بوفير. في البداية، قام الأخوان بتصوير اثنين منعزلين غريبي الأطوار من أعضاء العائلة الممتدة، إديث إوينج بوفير بيل («إدي الكبيرة») وابنتها إديث بوفير بيل («إدي الصغيرة»)، اللتين كانتا عمة رادزيويل وابنة عمتها، على التوالي. عاشت المرأتان في منزل متهالك ومفكَّك في إيست هامبتون، نيويورك وكانتا مدعومتين من قبل أفراد آخرين من الأسرة.
لم يكتمل مشروع فيلم رادزيويل الأصلي، وأبقت رادزيويل على اللقطات التي صُوِّرت من فيلم (عائلة بيل). ومع ذلك، كان الأخوان ميسيل مفتونين بالحياة الغريبة التي عاشتها المرأتان، وبعد جمع الأموال للفيلم وتوفير المعدات بأنفسهما، عادا وصوّرا 70 ساعة من اللقطات مع إدي الكبيرة وإدي الصغيرة. يُعتبر الفيلم الناتج، الذي يحمل عنوان «الحدائق الرمادية»  Gray Gardens (1976) تيمنًا باسم منزل عائلة بيل، على نطاق واسع تحفةً في مجال العمل الوثائقي.

## روابط خارجية
- لي رادزيويل على موقع IMDb (الإنجليزية)
- لي رادزيويل على موقع مونزينجر (الألمانية)
- لي رادزيويل على موقع ألو سيني (الفرنسية)
- لي رادزيويل على موقع إن إن دي بي (الإنجليزية)
- لي رادزيويل على موقع قاعدة بيانات الفيلم (الإنجليزية)
- لي رادزيويل على موقع كينوبويسك (الروسية)